# L'Insaisissable Beauté
Pour plus de détails, voir Fiche technique et Distribution.
L'Insaisissable Beauté (The Exquisite Thief) est un film muet américain réalisé par Tod Browning et sorti en 1919.

## Synopsis
Blue Jean Billie est une jeune femme escroc qui vit et prospère à l'écart des habitants de la pègre ; elle a réussi de nombreux vols dans le monde de la haute société avec l'aide de son ami Shaver Michael. Elle se fait admettre au dîner des Vanderhoof au cours duquel les fiançailles de leur fille avec Lord Chesterton seront annoncées. Alors que le dîner est en cours, Billie bâillonne et menotte l'officier spécial, le détective Wood et procède à un vol en gros des invités. Elle s'enfuit en voiture et personne ne parvient à la retrouver sauf Lord Chesterton. Elle le fait prisonnier mais une descente de police s'ensuit et elle doit fuir. Lord Chesterton réussit à nouveau à la suivre mais se retrouve de nouveau prisonnier. Elle apprendra à lui faire confiance et à l'aimer. L'agent spécial et Shaver Michael arrivent sur les lieux, ce qui entraîne des complications, mais tout se termine bien pour tous.

## Fiche technique
- Titre original : The Exquisite Thief
- Réalisation : Tod Browning
- Scénario : Harvey Gates, d'après une histoire de Charles W. Tyler
- Chef-opérateur : Alfred Gosden
- Durée : 60 minutes
- Date de sortie : États-Unis : 28 avril 1919

## Distribution
- Priscilla Dean : Blue Jean Billie
- Thurston Hall : Algernon P. Smythe
- Milton Ross : Détective Wood
- Sam De Grasse : Shaver Michael
- Jean Calhoun : Muriel Vanderflip